# Concoret
Concoret é uma comuna francesa na região administrativa da Bretanha, no departamento Morbihan. Estende-se por uma área de 15,65 km². Em 2010 a comuna tinha 744 habitantes (densidade: 47,5 hab./km²).